# Fondation Robin Hood
La Fondation Robin Hood est une organisation caritative qui tente de pallier les problèmes de pauvreté à New York aux États-Unis. La fondation administre aussi un fonds de secours pour les catastrophes dans la région de la ville de New York. La fondation a recueilli plus de 1.45 milliard de dollars depuis sa création en 1988,.

## Historique
La fondation, fondée en 1988, a été l’idée de Paul Tuder Jones, un gestionnaire de fonds spéculatifs. Peter Borish était un membre fondateur de la Fondation.
En 2006, le conseil d’administration était composé, entre autres, de Jeffrey R. Immelt, Diane Sawyer, Harvey Weinstein, Marie-Josée Kravis, Lloyd Blankfein PDG de Goldman Sachs, Richard Fuld, anciennement PDG de Lehman Brothers, Marian Wright Edelman et l’actrice Gwyneth Paltrow.
La fondation combine des principes d’investissement et de philanthropie pour aider des programmes qui ciblent la pauvreté dans la ville de New York. Des artistes, tels que The Rolling Stones, Robert Plant, Shakira, John Legend, The Black Eyed Peas, Lady Gaga, The Who et Aerosmith ont fait une performance au gala annuel de la fondation.
En 2009, George Soros a fait un don de 50 millions de dollars à la fondation, ce qui aurait aidé la fondation à collecter substantiellement plus d’argent par la suite.
La fondation a entre autres organisé le 12-12-12: The Concert for Sandy Relief.
De 2017 à 2021, la fondation est dirigée par Wes Moore, futur gouverneur du Maryland.

## Approche
La fondation applique les principes suivants : 
- Donner 100 pour cent de chaque don directement aux programmes qui aident à contrer la pauvreté des New-yorkais.
- Identifier et stopper la pauvreté à sa source
- Protéger et maximiser les investissements de la fondation en usant de principes d’affaires sains pour rendre les programmes les plus efficacess possible.
- Recourir à des métriques quantifiables et qualitatives pour mesurer l’impact des programmes et comparer leur efficacité contre des programmes similaires.

## Programmes
La fondation Robin Hood travaille avec un peu plus de 200 organisations caritatives dans la région de la ville de New York. Les programmes sont séparés entre « core fund recipients », qui comprend l’enfance, l’éducation, le travail, la sécurité financière et la survie; et « relief fund recipients », qui comprend assister les victimes à faible revenus des attaques du 11 septembre, ainsi que pour les victimes de l’ouragan Sandy.

## Réputation
Le magazine Fortune a décrit en 2006 la fondation comme « une des plus innovantes et influentes organisations philanthropiques de notre temps ». 